# Sant'Alessandro a cavallo con il vessillo della legione di Tebe
Sant'Alessandro a cavallo con il vessillo della legione di Tebe è un dipinto olio su tela di Fabio Ronzelli realizzato presumibilmente nel 1629 e conservato come pala d'altare della cappella dedicata a sant'Alessandro patrono della città di Bergamo della chiesa di Santa Grata in Columnellis di via Arena. Il dipinto è firmato e datato ma la datazione risulta non più leggibile nell'ultima lettera: «Fabius Roncellus F. Anno MDCXX[…]».

## Storia e Descrizione
Il dipinto non è l'unico che il Ronzelli ha raffigurato avente il medesimo soggetto, aveva nel 1616 collaborato con il Salmeggia nella realizzazione del Ciclo delle storie di sant'Alessandro dipingendo due tele: sant'Alessandro a cavallo con vessillo e Federico Barbarossa tenta di violare le reliquie di sant'Alessandro.
La chiesa di Santa Grata gestita dalla suore benedettine di antica costruzione, era stata riedificata nel 1591, dopo i danni subiti dalla costruzione delle mura veneziane di Bergamo, con la decorazione realizzata solo nel 1627 e la volta nel 1676. Questo portò alla realizzazione di nuove opere d'arte. La cappella dedicata a sant'Alessandro doveva manifestare il culto del santo e gli eventi miracolosi occorsi dopo il suo martirio. Lateralmente ospita due tele di Carlo Ceresa: le Esequie di sant'Alessandro sul lato sinistro e Tentativo di trafugamento del corpo di sant'Alessandro del 1639, mentre coma pala d'altare il dipinto del Ronzelli. La parte ultima della tela, dove si presenta la datazione è ripiegata sul telaio non era infatti questa la cornice originaria ma è stata inserita nella nuova cornice solo nell'Ottocento.
Il dipinto originariamente era stato realizzato per la medesima chiesa, ma la cappella dedicata al culto del santo aveva come pala d'altare un dipinto, sempre del Ronzelli, raffigurante Seppellimento di sant'Alessandro. Questo e l'arca del santo, furono acquistati dal curato Conti all'asta quando, dopo le soppressioni napoleoniche e la Repubblica Cisalpina che aveva soppresso l'ordine benedettino e allontanato le monache dal monastero e dalla chiesa, erano stati venduti all'asta e acquistati da don Conti e collocati nella cappella dedicata al santo della chiesa di Sant'Alessandro della Croce. Al rientro nel monastero, le monache scelsero di esporre il quadro del santo a cavallo anche se la sua raffigurazione non corrisponde al culto alessandrino a cui era dedicata la cappella. L'adattamento della tela ha portato a rendere non più visibile l'ultima parte della data che è stata risvoltata sotto la nuova cornice ottocentesca.
La tela raffigura il santo con gli attribuiti che lo rendono riconoscibile: indossa gli abiti militare e tiene il vessillo con la raffigurazione del giglio bianco su sfondo rosso. Il critico Andrea Pasta dell'opera scrisse: «robusto e pastoso lavoro».
La tela raffigura sant'Alessandro a cavallo su di una nuvola con la città di Bergamo sotto di lui che con la sua potenza libera il 15 novembre 1514 dall'assedio e dal saccheggio dell'esercito spagnolo. Importante è la raffigurazione cittadina testimonianza di come era la città nel Cinquecento.